# Aziza Jalal
Aziza Jalal (del árabe: عزيزة جلال), también transcrito Aziza Galal, ( 15 de diciembre de 1958, Mequinez, Marruecos). Es una cantante de nacionalidad marroquí - saudí quien triunfó en el género Tarab a finales de la década de 1970, y luego de contraer matrimonio se retiraría en 1985 para retornar después de 34 años en el año 2019.

## Biografía

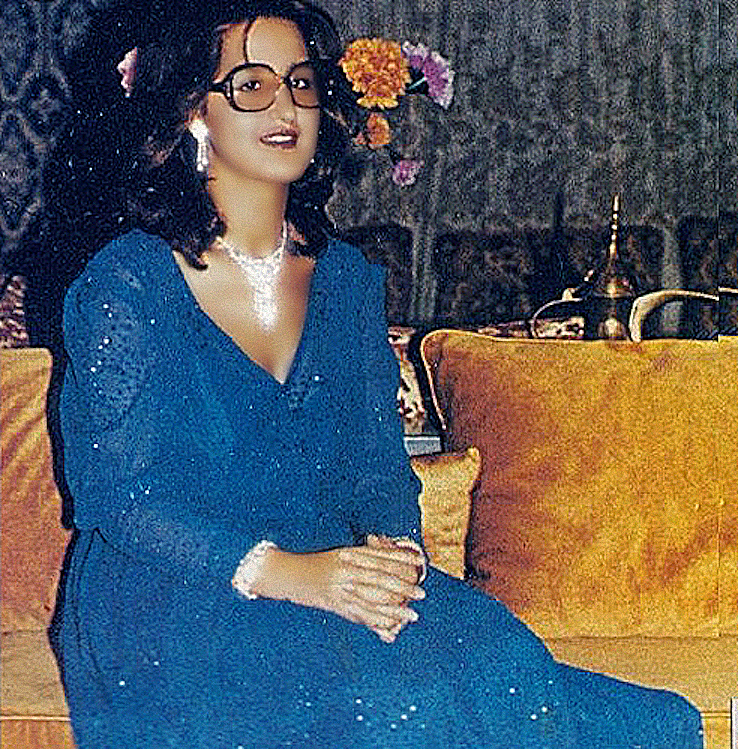
Aziza Jalal durante su juventud

Aziza Mohamed Jalal, nació en el año 1958 en Mequinez, Marruecoas. Cursados sus estudios primarios y musicales en la misma ciudad emprende el camino artístico luego de participar de un programa de talentos en el año 1975, resultando ganadora bajo la supervisión del cantante Marroquí Abdel Nabi El Jerary.
Durante esta competencia, Aziza, interpretó el repertorio musical de las afamadas cantantes Shadia y Asmahan, haciéndola popular en Marruecos y el mundo árabe como una destacada cantante del género clásico de música árabe, también conocido como Tarab.
Inmediatamente, Aziza Jalal, obtuvo un reconocimiento en toda la región como una eximia intérprete del género, por ello, Abdel Nabi El Jerary, le compone una canción exclusiva para ella, llamada, Ayouni Hina Wahnak. Además interpreta varias canciones patricias Eid Al-Ashar durante el reinado del Rey Hasán II de Marruecos.

### Desde Emiratos a El Cairo
Luego de su consagración en su país, Aziza viajaría a los Emiratos árabes en donde obtuvo su reconocimiento por interpretar tres canciones del cantante emiratí Jaber Jassim, como: "Sidi Yasid Sadati", "Ghazil Fallah" y "Ya Shouq".
Tras su escala por Emiratos árabes, Aziza viaja a El Cairo, Egipto, para ponerle el broche de oro a su consagración artística. Su presentación en Egipto fue un verdadero lanzamiento artístico, ya que firmaría contrato con una de las principales discográficas del país y le asignaría al reconocido compositor Mohammed Al Mougui para que le componga sus primeras canciones en ese país, cual fuera: "'Iilaa 'Awal Ma Aitiqabalna" bajo el sello discográfico Sout Al Hob.
Aziza Jalal en Egipto grabaría canciones de la gran mayoría de los mejores compositores, Riad Al Sunbati, Baligh Hamdi, Sayed Mekawy, Kamal Al Taweel y Helmy Bakr. Además de canciones del repertorio de las cantantes Umm Kalzum y Asmahan, pero con su estilo personal. Entre una de las tantas exitosas canciones que se destacó en ese periodo, es la recordada; "Mestaniyak" (Tu confianza), con letra del poeta Abdel Wahab Mohammad y la música del compositor Baligh Hamdi.

### Sus gafas
Aziza Jalal es recordada además de su bella voz, y el magnífico dominio de ella, también por ser la única cantante árabe que utilizaba gafas en el escenario. A pesar de que ella durante la década de 1980 se sometiera a una cirugía oftalmológica en los Estados Unidos, continuó utilizando gafas debido a que eran consideradas parte de su accesorio icónico que la destacó de entre las cantantes del momento.

### Retiro de los escenarios
Corría el año 1985, el éxito de Aziza Jalal en todo el mundo árabe era indiscutido, al punto de empezar a ser considerada un icono moderno de la canción tradicional árabe. Durante esa etapa recibió propuestas de diversos tipos, entre ellas, actuar en películas de producción libanesa de la mano del productor Tannous Franjieh, y una composición del célebre cantante Mohammad Abdel Wahab, la cual ella rechazó. Este mismo año, Aziza, contrae matrimonio con el empresario Saudí Ali bin Butti al-Ghamdi optando por retirarse completamente de la carrera artística para dedicarse solamente a su vida familiar. Esta decisión tomó por sorpresa a todos sus admiradores que aún esperaban más de su bella voz.

### 2019 y un regreso inesperado
Aziza Jalal, se mantuvo 34 años alejada del mundo artístico en el más estricto hermetismo y bajo perfil. El 22 de mayo de 2019 sorprendió a toda la audiencia al participar del programa "Likaa mina sifr" (Desde cero), de la cadena televisiva MBC. Allí, además de dar una extensa entrevista, cantó su famosa canción "Mestaniyak" a capela de una manera magistral, como si el tiempo se hubiera detenido allá en 1985 al momento de su retiro.
El 26 de diciembre de 2019, durante los festejos nacionales de Arabia Saudita, Aziza Jalal dio su esperado concierto transmitido de manera simultánea para todo el mundo. En el, hizo un repaso por todos sus mayores éxitos musicales y temas del repertorio universal como Enta Ombri, del compositor Mohammad Abdel Wahab, reviviendo las emociones de todos los presentes. Al finalizar su concierto, dejó en claro que su única motivación para volver es el amor de su público.

## Discografía
| Canción                                          | En Idioma árabe الأغاني                      |
| ------------------------------------------------ | -------------------------------------------- |
| Halakti Ayouni Hna W Hnak                        | حلقت عيوني هنا وهناك                         |
| Ahila Al Maghreb                                 | عاهل المغرب                                  |
| Batala Al Qodss                                  | بطل القدس                                    |
| Ya Laylo Toul                                    | ياليـل طول                                   |
| Al Aido Ada                                      | العيد عاد                                    |
| Annouro Mawsolo                                  | النور موصول                                  |
| Yorani Liarchika                                 | يغن لعرشك                                    |
| Min Koli Dakit Alb                               | من كل دقة قلب                                |
| Sayidi Ya Sid Sadati                             | سيدي ياسيد ساداتي                            |
| Gazayil Follah                                   | غزيل فله                                     |
| Ya Shoue                                         | ياشوق هزني هوى الشوق                         |
| Ella Aweel Matkabilna                            | إلا أول ماتقابلنا                            |
| Howa El Hobi Liaba                               | هو الحب لعبه                                 |
| Waltakayna                                       | والتقينا                                     |
| Zayi Manta                                       | زي مانت                                      |
| Minak Wi Eleek                                   | منك واليك                                    |
| Mestaniyak                                       | مستنياك                                      |
| Min Haak Tiatibni                                | من حقك تعاتبني                               |
| Haramti El Hob                                   | حرمت الحب عليه                               |
| Rouhi Feek                                       | روحي فيك                                     |
| Azzamzamiya                                      | قصيدة الزمزمية                               |
| Mawlay                                           | مولاي                                        |
| Ghali Ya Hassan                                  | غال ياحسن                                    |
| Inta Omri                                        | إنت عمري                                     |
| Arouh Limin                                      | أروح لمين                                    |
| Al Atlal                                         | الأطلال                                      |
| Layali El Onss                                   | ليالي الأنس                                  |
| Youmi El Massira                                 | ِمِن يِنسى يوم المسيرة                          |
| Canción oficial de los juegos Pan Árabes de 1985 | 1985 الأغنية الرسمية لإفتتاح الألعاب العربية |
| Man Ana                                          | من أنا؟                                      |